# El Zorrillo, Puebla
El Zorrillo är en ort i Mexiko.   Den ligger i kommunen Tuzamapan de Galeana och delstaten Puebla, i den sydöstra delen av landet, 180 km öster om huvudstaden Mexico City. El Zorrillo ligger 437 meter över havet och antalet invånare är 213.
Terrängen runt El Zorrillo är huvudsakligen kuperad, men åt nordost är den platt. Runt El Zorrillo är det tätbefolkat, med 383 invånare per kvadratkilometer. Närmaste större samhälle är Olintla, 15,0 km väster om El Zorrillo. I omgivningarna runt El Zorrillo växer huvudsakligen savannskog.